# André Uzulis

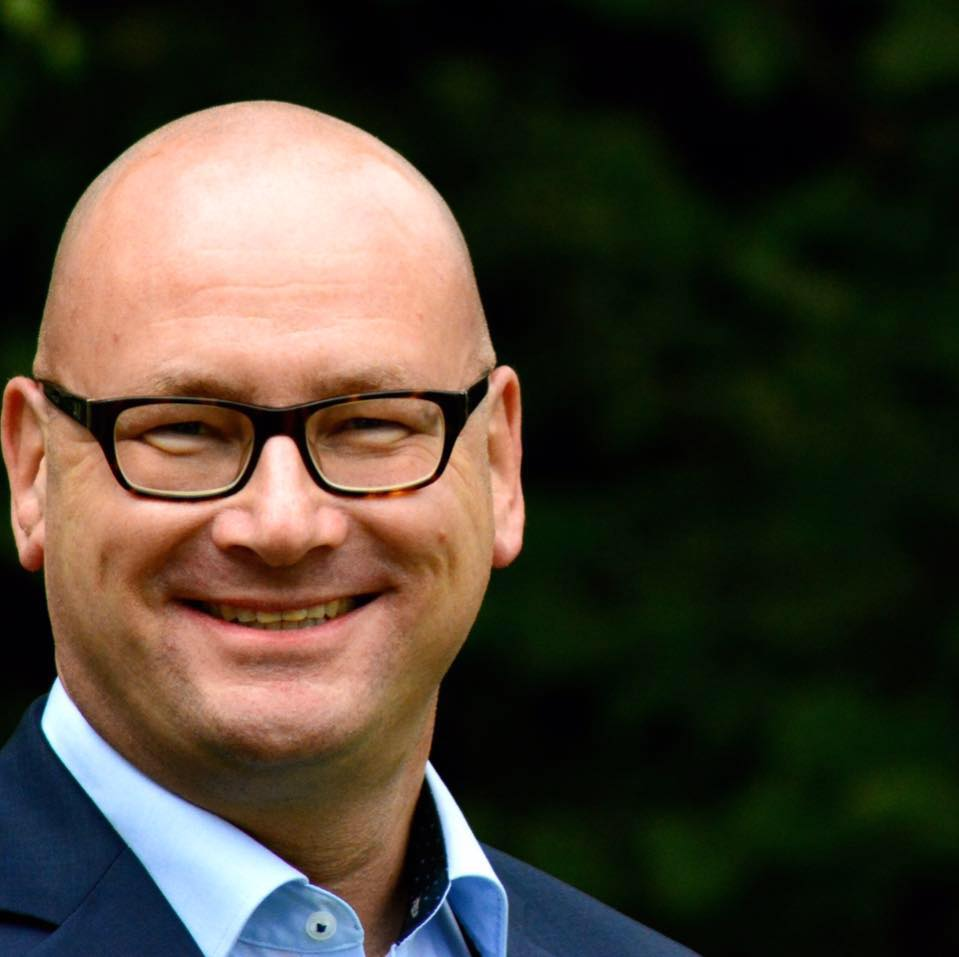
André Uzulis (2017)

André Uzulis (* 23. Januar 1965 in Hannover) ist ein deutscher Journalist, Historiker und Buchautor. Uzulis ist seit 2020 Chefredakteur der sicherheitspolitischen Zeitschrift Loyal.

## Leben
Uzulis absolvierte nach dem Abitur von 1984 bis 1985 ein Redaktionsvolontariat bei der Braunschweiger Zeitung. Anschließend arbeitete er dort als Lokalredakteur in Gifhorn.
Er studierte von 1987 bis 1992 Geschichte, Politikwissenschaft und Französische Literaturwissenschaft an den Universitäten Hannover und Lille mit dem Abschluss Magister Artium (M.A.) und wurde nach weiteren zwei Jahren zum Dr. phil. promoviert. In seiner Dissertation behandelte er die Rolle von Nachrichtenagenturen im Dritten Reich.
Nach dem Studium war Uzulis Nachrichtenredakteur bei der Deutschen Welle in Köln, Politik-Redakteur bei der Welt am Sonntag in Hamburg und stellvertretender Chefredakteur und Lokalchef bei der Nordsee-Zeitung in Bremerhaven. Von 2002 bis 2010 war er Chefredakteur des Nordkuriers im mecklenburg-vorpommerschen Neubrandenburg. In dieser Zeit gewann die Zeitung zweimal den European Newspaper Award. Danach leitete er die „Nachrichten für Außenhandel“ in Frankfurt/Main. Von Juni bis September 2010 war Uzulis Chefredakteur des Konstanzer Südkuriers. Nach Gründung der Nachrichtenagentur dapd wurde Uzulis dort 2010 Auslandschef und Mitglied der Chefredaktion. Von Mai bis Oktober 2012 leitete er ein Modellprojekt zum Aufbau einer französischsprachigen Auslandsredaktion in Rabat (Marokko) und berichtete als Auslandskorrespondent für die dapd aus Nordafrika.
Von 2012 an war Uzulis Direktor Kommunikation und Medien sowie Pressesprecher des Bistums Trier. Als Teil der Bistumsleitung war er Mitglied der Vorbereitungskommission der Synode im Bistum Trier, qua Amt Synodaler der Synode und bis 2016 Mitglied im Geschäftsführenden Ausschuss der Synode. 2017 trennte sich das Bistum Trier von Uzulis. 2018 verkündete er seinen Austritt aus der katholischen Kirche. Von 2018 bis 2019 leitete Uzulis die Presse- und Öffentlichkeitsarbeit der FDP-Fraktion im Hessischen Landtag in Wiesbaden. 2019 wurde er Leiter Unternehmenskommunikation und Pressesprecher der Berliner Volksbank eG.
Uzulis hat mehrere Bücher veröffentlicht. Er ist Oberstleutnant d.R. und Mitglied des Verbandes der Reservisten der Deutschen Bundeswehr. Außerdem ist er Mitglied im Eifelverein und im Rotary-Club. Von 2015 bis 2018 war er stellvertretender Vorsitzender der Gesellschaft Katholischer Publizisten (GKP).

## Schriften
Autor
- Nachrichtenagenturen im Nationalsozialismus. Lang-Verlag, Frankfurt am Main 1995 (Doktorarbeit)
- Die Bundeswehr. Eine politische Geschichte von 1955 bis heute. Verlag Koehler & Mittler, Hamburg 2005, ISBN 3-8132-0847-8
- Hans Fallada. Biografie. Steffen-Verlag, Berlin 2017, ISBN 978-3-941683-71-6
- Stille Nacht, heilige Nacht. 200 Jahre ewiges Lied. Bonifatius-Verlag. Paderborn 2018, ISBN 978-3-89710-789-2
- mit René Rock: Solidarität braucht Freiheit. Für eine verantwortungsvolle Bürgergesellschaft. Societäts-Verlag, Frankfurt am Main 2018, ISBN 978-3-95542-313-1
- Landtag. Beobachtungen aus dem Maschinenraum der Politik – Ein Tagebuch. Semitarius-Verlag, Taunusstein 2019, ISBN 978-3-945248-34-8
- Hermann Hesse. Biografie. Steffen Verlag, Berlin 2021, ISBN 978-3-95799-112-6
- Bad Bertrich. Natur, Geschichte und Kultur. Gesundland Vulkaneifel GmbH, Daun 2021. ISBN 978-3-00-068694-8 (mit Peter Laux)
- Fitnesswandern - Wie Du beim Wandern effektiv in Form kommst. Die besten Übungen auf Tour Pietsch-Verlag, Stuttgart 2021. ISBN 978-3613509245
- Der vergebliche Krieg. 20 Jahre Bundeswehr in Afghanistan – Geschichte und Bilanz. Miles-Verlag, Berlin 2024, ISBN 978-3-96776-038-5. ISBN 3-96776-038-3
- Heimatmomente Eifel. 360-Grad-Medien, Mettmann 2024. ISBN 978-3-96855-506-5 (mit Gabriele Steinicke)
- Wandern mit Vergnügen. Der umfassende Ratgeber für Einsteiger und Profis. Koehler-Verlag, Hamburg 2024, ISBN 978-3-7822-1386-8

Herausgeber
- Als Volk Gottes auf den Weg geschickt. Die Trierer Bistumssynode 2013–2016. Paulinus-Verlag, Trier 2016, ISBN 978-3-7902-1846-6